# Luttrell (Tennessee)
Luttrell is een plaats (town) in de Amerikaanse staat Tennessee, en valt bestuurlijk gezien onder Union County.

## Demografie
Bij de volkstelling in 2000 werd het aantal inwoners vastgesteld op 915.
In 2006 is het aantal inwoners door het United States Census Bureau geschat op 949, een stijging van 34 (3,7%).

## Geboren
- Chet Atkins (1924-2001), gitarist, producer

## Geografie
Volgens het United States Census Bureau beslaat de plaats een oppervlakte van
10,2 km², geheel bestaande uit land. Luttrell ligt op ongeveer 366 m boven zeeniveau.

## Plaatsen in de nabije omgeving
De onderstaande figuur toont nabijgelegen plaatsen in een straal van 24 km rond Luttrell.